# حرب الشوارع 2010: آخر مقاتل
حرب الشوارع 2010: آخر مقاتل (بالإنجليزية: Street Fighter 2010: The Final Fight)‏ (باليابانية: 2010 ストリートファイター) ، هي لعبة إلكترونية من نوع منصات وإطلاق القذائف، أنتجت عام 1990م.

## مصدر
1. ↑  Capcom. Street Fighter 2010 (بالإنجليزية). Vol. Nintendo Entertainment System. المستوى/المنطقة: Instruction manual, page 10.
2. ↑  Capcom. Street Fighter 2010 (بالإنجليزية). Vol. Nintendo Entertainment System. المستوى/المنطقة: Opening sequence.
3. ↑  Capcom. Street Fighter 2010. ج. Nintendo Entertainment System. المستوى/المنطقة: Story sequence from Stage 5-3.
4. ↑  Capcom. Street Fighter 2010. ج. Nintendo Entertainment System. المستوى/المنطقة: Ending.

## وصلات خارجية
- قالب:Gamefaqs
- حرب الشوارع 2010: آخر مقاتل على موبي غيمز